# Phelsuma kely
Phelsuma kely is een hagedis die behoort tot de gekko's. Het is een van de soorten madagaskardaggekko's uit het geslacht Phelsuma.

## Naam en indeling
De wetenschappelijke naam van de soort werd voor het eerst voorgesteld door Patrick Schönecker, Stefanie Bach en Frank Glaw in 2004. De soortaanduiding kely komt uit het Malagassisch en betekent vrij vertaald 'klein'.

## Uiterlijke kenmerken
Phelsuma kely bereikt een kopromplengte tot 3,3 centimeter en een totale lichaamslengte inclusief staart tot 7,1 cm. De hagedis heeft een grijze lichaamskleur en heeft een vage tekening zonder strepen. Het aantal schubbenrijen op het midden van het lichaam bedraagt 80 tot 86.

## Verspreiding en habitat
De soort komt voor in delen van Afrika en leeft endemisch in oostelijk Madagaskar. De habitat bestaat uit vochtige tropische en subtropische laaglandbossen. Ook in door de mens aangepaste streken zoals plantages en landelijke tuinen kan de hagedis worden gevonden. De soort is aangetroffen op een hoogte tot ongeveer 10 meter boven zeeniveau.

## Beschermingsstatus
Door de internationale natuurbeschermingsorganisatie IUCN is de beschermingsstatus 'onzeker' toegewezen (Data Deficient of DD).